# Carlos María de Urquijo Valdivielso
Carlos María de Urquijo Valdivieso (Laudio, Àlaba, 1964) és un graduat social i polític basc. Militant del Partit Popular, ha estat regidor a l'ajuntament de Laudio del 1987 al 1995. Fou elegit diputat a les eleccions al Parlament Basc de 1994 i senador per Àlaba a les eleccions generals espanyoles de 1996, però dimití al mes i fou substituït per José Manuel Barquero Vázquez.